# Garry Herbert
Garry Herbert, född den 3 oktober 1969 i London i Storbritannien, är en brittisk roddare.
Han tog OS-guld i tvåa med styrman i samband med de olympiska roddtävlingarna 1992 i Barcelona.